# Josep Vinyet i Estebanell
Josep Vinyet i Estebanell (Tortellà, Garrotxa, febrer de 1920 - Torroella de Montgrí, Baix Empordà, 28 d'agost de 2015) fou un activista cultural i escriptor català. Va ser durant anys un dels principals activistes culturals de la Cerdanya.
L'any 1937, aprofitant la campanya de recollida del raïm a la Catalunya Nord, va dirigir-se cap a Irun, territori ocupat per les tropes franquistes. Pocs mesos abans, el seu oncle havia estat assassinat pels comités de milícies antifeixistes. Membre de la Federació de Joves Cristians de Catalunya, va lluitar amb el bàndol nacional durant la Guerra Civil espanyola com a voluntari amb els terços carlins de Navarra. El maig del 38, tot i ser encara menor d’edat, es fa voluntari per anar al front. Mentre va estar mobilitzat, va ocupar diversos càrrecs en servis auxiliars allunyats del front i més endavant va ser l'encarregat d'una de les emissores del requetè. També va integrar una de les bandes musicals dels terços.Acabada la guerra ha de continuar a l’exèrcit fins al maig del 41. Des de 1944, va treballar com a secretari municipal a Alp, Puigcerdà, Vilallobent, Queixans, Guils, Bolvir, Urtx, Fontanals i finalment Llívia 
Més tard, on fundar i dirigir Ràdio Puigcerdà. Després ocuparia el mateix càrrec a l'emissora olotina Ràdio Olot.
Va ser un dels protagonistes del documental Història d'un futur, on explicava la seva trajectòria vital i el seu suport a la Independència de Catalunya.
Va fundar i dirigir durant 25 anys el Festival de música de Llívia, va impulsar el Museu Municipal de Llívia i va rebre el Premi d'Actuació Cívica l'any 1993.

## Obres
- Diari de Guerra d'un requeté català (Garsineu Edicions, 2010)
- Alpi germà cérvol,: l'Ajuntament d'Alp, 2005.
- Calidoscopi llivienc : de les meves bohigues. Papers On Demand, 2011
- La Cerdanya de la postguerra : filagarses de la memòria, Girona : [Edicions a Petició], 2009
- Estampes ceretanes del segle xx : segona part de La Cerdanya de la postguerra, [Girona] : Papers On Demand, 2014
- Impresiones de un viaje a la Ciudad Eterna, [Puigcerdà] : Publicaciones de Radio Puigcerdá "La Voz de la Cerdaña", [19--]
- Llívia, : Diputació Provincial : Caixa de Girona, 2000
- Museu Municipal de Llívia : petita història d'un ambiciós projecte: Girona : Papers on demand, 2012